# Tadeusz Joachimowski
Tadeusz Joachimowski (* 25. Juni 1908 in Znin; † 1979) war ein polnischer politischer Häftling im Konzentrationslager Auschwitz. Seine Häftlingsnummer war 3720.
Joachimowski wurde Ende August 1940 aus dem Gefängnis Tarnów in das KZ Auschwitz eingeliefert. Ab März 1943 leitete er die Häftlingsschreibstube im „Zigeunerlager Auschwitz“. In dieser Funktion erhielt er die Verlegungsmeldungen über Zwillinge, die Opfer der Menschenversuche des KZ-Arztes Josef Mengele geworden waren.
Im Mai 1944 gab Joachimowski die Information über die unmittelbar bevorstehende „Liquidierung“ des „Zigeunerlager Auschwitz“ an Josef Steinbach, einen Mithäftling und Boten der Schreibstube, sowie den Blockältesten Paul Wagner weiter. Die Häftlinge konnten so am 16. Mai 1944 die Lagerräumung und damit den Mord an den verbliebenen etwa 6000 Häftlingen verhindern.
Als Häftlingsschreiber des „Zigeunerlagers Auschwitz“ gelang es ihm kurz vor der tatsächlichen Auflösung 1944, die beiden Hauptbücher aus der Schreibstube zu stehlen und sie mit Hilfe zweier weiterer Häftlinge, Ireneusz Pietrzyk und Henryk Porębski zu vergraben. Die im Januar 1949 wieder ausgegrabenen Bücher übergab er später polnischen Behörden. Die Bücher ermöglichten danach trotz erheblicher Beschädigungen, die Namen der Häftlinge zu erschließen.
Jochaimowski ließ sich nach seiner Befreiung als Kaufmann in Krakau  nieder. Er sagte 1968 in Krakau bei der „Bezirkskommission zur Untersuchung der hitleristischen Verbrechen“ über das „Zigeunerlager“ aus.

## Weblink
- Artikel (polnisch) mit Fotos der Hauptbücher, die den Verfall zeigen